# Matylda Krzesiňská
Matylda-Marie Feliksovna Krzesiňská (31. srpna 1872 Petrodvorec – 6. prosince 1971 Paříž), známá také jako princezna Romanovskaja-Krasinskaja (po sňatku), byla polská primabalerína z rodiny Krzesiňských. Její otec Feliks Krzesiňský a její bratr tančili v Petrohradě. Byla milenkou cara Mikuláše II. před jeho sňatkem a nástupem na trůn a později manželkou jeho bratrance, velkovévody Andreje Vladimiroviče.

## Mládí
Krzesiňská se narodila v Ligově nedaleko Petrodvorce. Stejně jako celá její polská rodina, díky které byla známá jako Matylda Krzesińska, vystupovala v Mariinském divadle v Petrohradě. Při svém maturitním debutu v roce 1890 vystupovala před carem Alexandrem III. a celou carskou rodinou, včetně budoucího cara Mikuláše II.

## Primabalerína

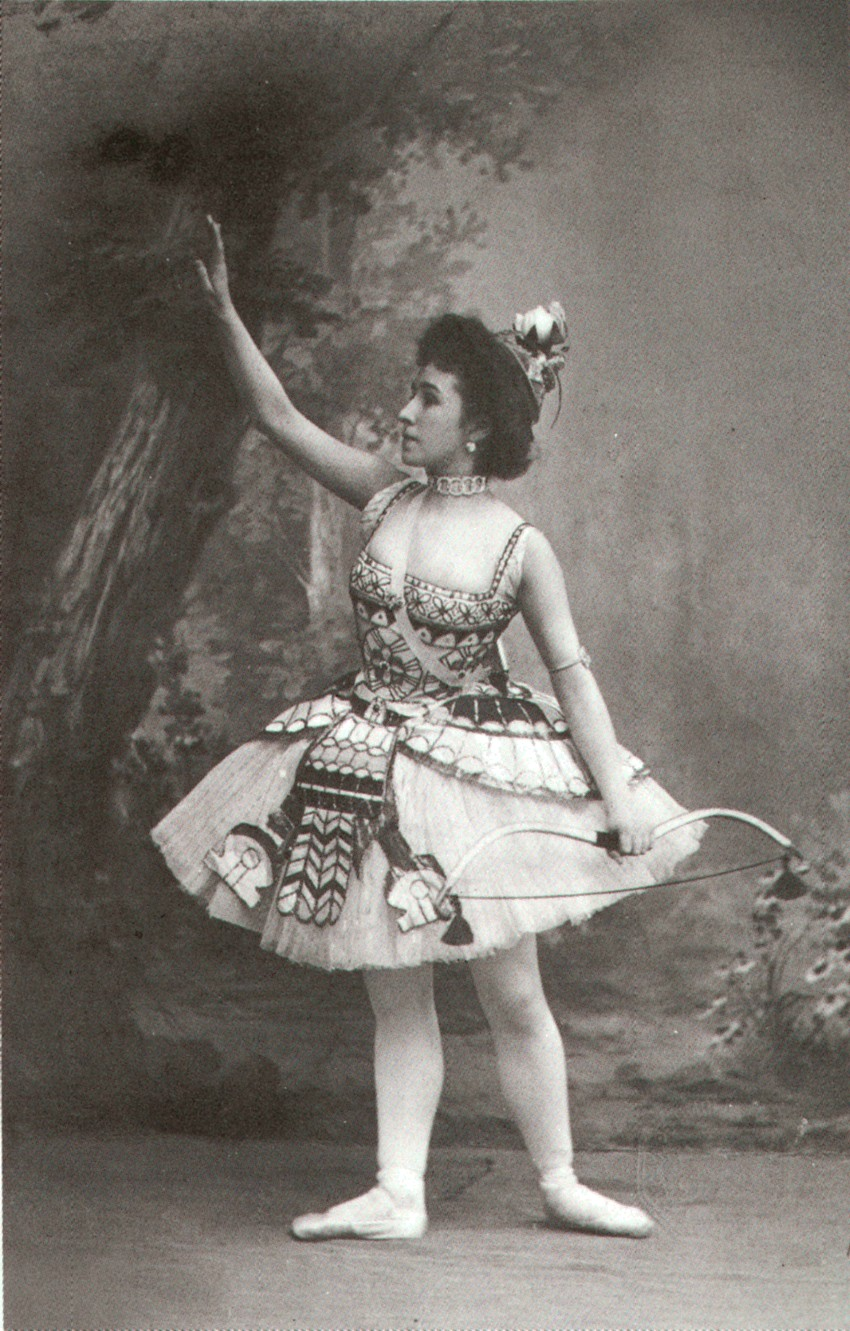
Krzesiňská při představení v roce 1898

V roce 1896 získala oficiálně titul primabaleríny v Petrohradském národním divadle. Starý mistr Marius Petipa s udělením titulu nesouhlasil; přestože měla Krzesiňská velký talent, na její kariéru měl především vliv styk s carskou rodinou.

## Vztah s Petipou
Petipa dával Matyldě minimum hlavních rolí, jelikož za nejlepší balerínu považoval Italku Pierina Legnani. I přesto, že mezi ostatními výrazně vynikala a zdobila nespočet plakátů, Petipa, který měl respekt u samotné carské rodiny, mařil její snahy získat velké role.
Mezi její velké role pak patřily Flora v Le Réveil a Columbina v Harlequinade. Stala se také první ruskou balerínou, která zvládla 32 otoček fouettés en tournant, čímž dohnala i Legnani.
I přesto, že měl Petipa ke Krzesiňské respekt jako k tanečnici, v jeho denících byla často opisována slovy „ta malá ošklivá svině“. Nicméně stejně ji vybral do hlavních rolích ve svých závěrečných revivalech svých starších her. Tyto role poté byly díky Krzesiňské úplně změněny.
V roce 1899 se ředitelem carských divadel stal Sergej Wolkonsky. I když svou funkci zastával jen do roku 1902, dosáhl velkých úspěchů. Jeho bezprostředním pomocníkem se stal Sergej Ďagilev a v roce 1900 mu Wolkonsky svěřil vydání výroční zprávy císařských divadel. Wolkonsky však musel rezignovat poté, co Krzesiňská otevřeně nesouhlasila s kostýmy z 18. století v baletu La Camargo.

## Skandály a pomluvy

### Budoucí car
Krzesiňská udržovala poměr s budoucím carem Mikulášem II. od roku 1890, kdy byl ještě velkovévodou a jí bylo pouhých 17 let. Seznámila se s ním za přítomnosti jeho rodiny po svém maturitním vystoupení. Vztah pokračoval další tři roky, dokud se Mikuláš neoženil s princeznou Alix Hesenskou – budoucí carevnou Alexandrou Fjodorovnou. Krátce po smrti svého otce v roce 1894 se Mikuláš stal carem.

### Dva velkovévodové
Skandály a pomluvy okolo jejího jména vznikaly hlavně díky sexuálnímu poměru hned se dvěma velkovévody z rodiny Romanovců; Sergej Michajlovič a jeho bratranec Andrej Vladimirovič. V roce 1902 porodila syna Vladimira (známého jako "Vova"). Později její syn získal titul – princ Romanovski-Krasinski. Sama si nebyla nikdy jistá, kdo z mužů byl jeho otcem.

### Objevení nové hvězdy
Zatímco byla Krzesiňská okouzlující a milá ke kolegům, stejně jako Tamara Karsavina, nebála se využít vztahů s carem, aby si upevnila svou pozici v carském národním divadle. Byla známá tím, že přes své kostýmy nosila velmi drahé šperky. Ke svým rivalkám byla taktéž velmi bezcitná. V roce 1902 ji během těhotenství měla v roli nahradit Anna Pavlova. Veřejně ji urážela a věřila, že tak mladičká balerína ji nemůže nikdy nahradit. Nicméně Pavlova uspěla a stala se novou hvězdou národního divadla.

### Kuřata na jevišti
Další známý incident se odehrál okolo roku 1906, kdy roli Krzesiňské v Petipově hře La Fille Mal Gardée dostala Olga Preobrajenska. V jednom z vystoupení byla na jevišti použita živá kuřata. Krzesiňská záměrně vypustila kuřata v době, kdy ještě neměla být na scéně a ta poté létala po celé scéně. Nicméně Preobrajenska pokračovala dál v tanci a nakonec si vysloužila velký aplaus, což Krzesiňskou ještě více zklamalo.

## Finance
Díky svým konexím s aristokraty měla v ruském hlavním městě velké majetky. Bolševici rozkradli její dům krátce po únorové revoluci. Zde také Vladimir Lenin uspořádal setkání s petrohradskými bolševiky krátce poté, co promluvil k davu na Finském nádraží, kam se v roce 1917 vrátil. Ve svých pamětech Matylda tvrdí, že z jejího majetku byla udělána kasička pro všechny a snažila se u soudu domoci svého majetku zpět. Bylo jí také často vyhrožováno smrtí. Když procházela kolem svého domu, zahlédla v zahradě Alexandru Kollontai, jak nosí její oblečení. Bolševici opustili dům až po skončení první světové války.

## Odchod do Francie

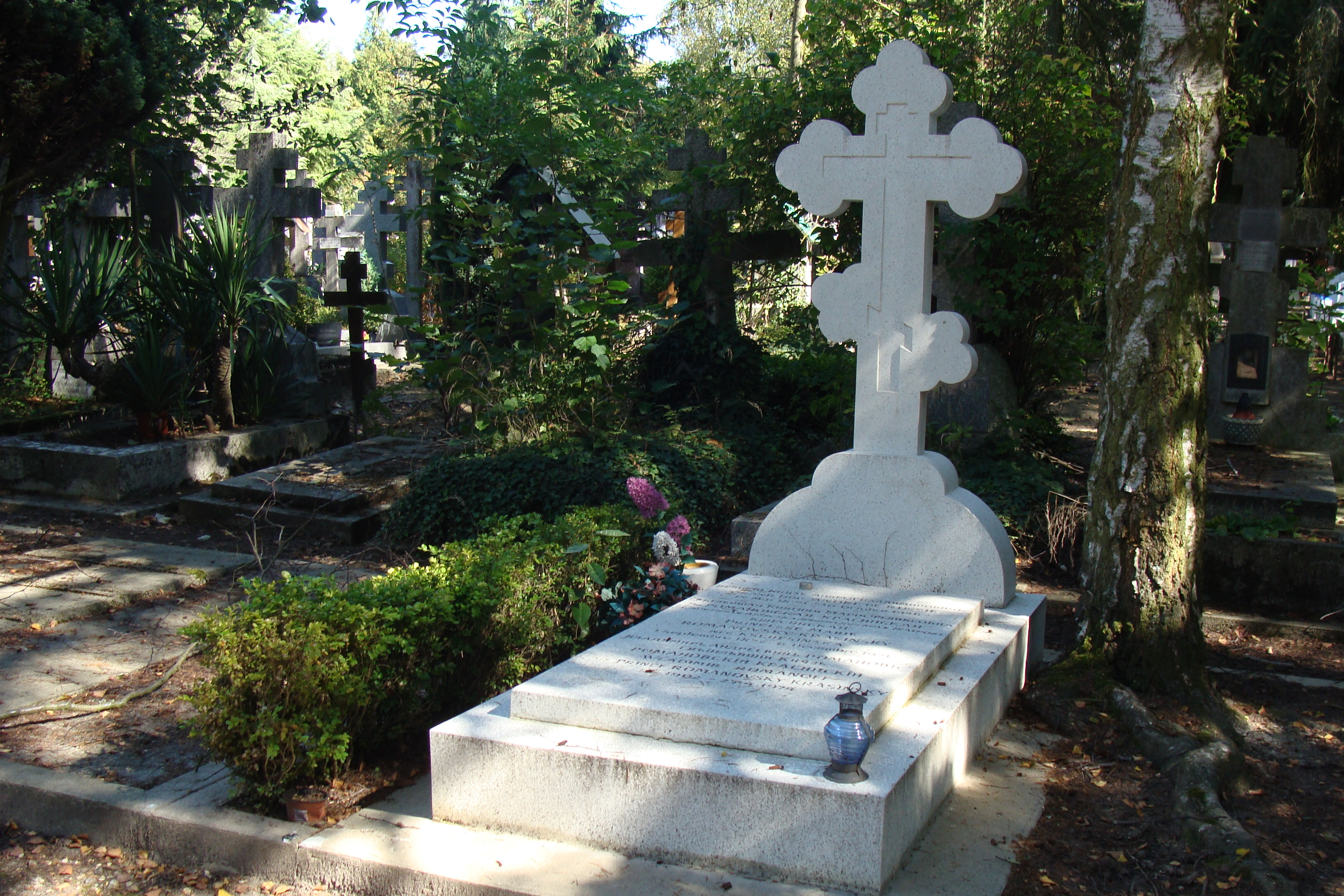
Hrob Matyldy Krzesiňské na ruském hřbitově v Sainte-Geneviève-des-Bois

Po říjnové revoluci se Krzesiňská odstěhovala nejdříve do Francouzské riviéry a poté do Paříže, kde se provdala v roce 1921 za jednoho z carových bratranců, velkovévodu Ondřeje Vladimiroviče Ruského, pravděpodobného otce jejího syna. I když se život Krzesiňské v Paříži lišil od toho, jaký byla zvyklá žít v Rusku, žila zde šťastně dalších 50 let. V roce 1925 konvertovala z katolické církve k ruskému pravoslaví a přijala jméno Maria. V roce 1929 si otevřela vlastní baletní školu, kde vyučovala studenty jako byli Margot Fonteynová, Alicia Markova, André Eglevski, Tatiana Riabušinská, Tamara Toumanová, Mona Inglesby a Maurice Béjart. Naposledy vystupovala ve věku 64 let na charitativním vystoupení v Covent Garden.
V roce 1960 publikovala autobiografii nazvanou Souvenirs de la Krzesinska (v angličtině pod názvem Tanec v St. Petersburgu: Vzpomínky Krzesinské). V pozdějších letech ji potkala finanční krize, která ji však ale výrazně nezasáhla. Zemřela v Paříži, osm měsíců od oslavy svých 100. narozenin. Pohřbena je na Ruském hřbitově v Saine-Genevieve-des-Bois.